# Elliðaey
Elliðaey es la tercera isla más grande (con 0,45 km² o 0,17 millas) de las Islas Westman, ubicada al sur de Islandia. La isla está deshabitada, pero tiene un gran pabellón de caza construido en 1953.
Hay una idea errada bastante común entre los fans extranjeros de la cantante Björk, y es que la misma vive en la isla. Este malentendido viene del año 2000 cuando el primer ministro de Islandia decía que quería dar una isla con el mismo nombre ubicada en Breiðafjörður a Björk como un regalo.